# Eustache Deschamps
Eustache Deschamps (Vertus, 1338 és 1340 körül – 1410 körül) francia költő, korának egyik legbefolyásosabb személyisége az értelmiségi körökben.

## Élete
A reims-i püspöki iskolában folytatott klasszikus tanulmányokat Guillaume de Machaut kanonok, költő irányításával, majd jogot hallgatott Orleans-ban. V. Károly francia király megbízásából több alkalommal utazott külföldre követként. 1381-ben a király kinevezte Fismes kormányzójának, majd hét évvel később a királyi adminisztráció vezetésére kapott megbízást Senlis városában. Később megbízását, udvari pozícióját és javadalmazását is elvesztette.
Járt a Német-római Birodalomban, Szíriában, a Szentföldön és Egyiptomban. Állítólag utóbbiban rabszolgasorba vetették. Hazaérkezése után a királyi háztartásban kapott állást, amelyet VI. Károly francia király uralkodása alatt is megtarthatott. Az uralkodó elkísérte flandriai hadjárataira is.
1384-ben eljutott Magyarországra, feladata I. Lajos orléans-i herceg és Nagy Lajos lánya, Mária esküvőjének előkészítése volt. Mivel a frigyet nem sikerült megkötni, ráadásul télen, a legrosszabb időben kelt át a hegyeken, igen rossz élményeket szerzett. Csupa elkeseredett hangú verset írt prágai útjáról is, ahol egy lovagi tornán majdnem elvesztette egyik szemét. Munkáit amúgy is áthatotta a szomorúság. Egyik művében így írt koráról: „Fájdalom és kísértés ideje,/könny, irigység és gyötrelem kora,/levertséggel, kárhozattal tele,/mely hanyatlásba tántorog tova,/rémség és hamisság az ostora,/hazug, fennhéjázó és kapzsi korszak”.
Eustache Deschamps rendkívül termékeny költő volt, írt verseket, balladákat, dalokat, rondókat, hosszabb erkölcsi traktátusokat, prózai költészettant (Art de Dictier). Életműve körülbelül 1500 vers, a rondótól a hosszabb erkölcsi traktátusig, megközelítőleg 82 000 verssor.
Mesterét, Guillaume de Machault-t követve nála is megjelent a Kilenc vitéz motívuma, több balladát szentelt a témának. Johan Huizinga megfogalmazása szerint a a középkor szimmetriára való törekvésének eredménye, hogy Deschamps nőkkel egészítette ki a kilenc férfi hőst. Deschamps azzal is továbbfejlesztette az eredeti motívumot, hogy egy tizedik férfi vitézt, a százéves háború nagy francia hadvezérét, Bertrand du Guesclint is hozzáadta az eredeti kilenchez, így kapcsolva össze a múlt vitézségét a kor lovagjaival.
Művei sok információval szolgálnak kora politikai életéről és erkölcsi felfogásáról. Írt a fogfájásáról, utazásairól, a háborúkról, lánya esküvőjéről, az udvari életről, a városok hangulatáról. Jeney Zoltán megfogalmazása szerint „kedvvel filozofált, gyakran ostorozta a kor bűneit; túlzott igazságérzete miatt a korhely ifjú udvaroncok egy ízben csúnyán bántalmazták és megszégyenítették, amiről szintén született egy ballada. De találunk művei közt orvosi szaktanácsot, építészeti szakszöveget, illetve teológiai okfejtést is. Az ezerötszáz vers nyilván nem csupa remekmű, de elképesztő sokszínűsége és verstani virtuozitása minden olvasói igényt kielégít.”

## Magyarul
- A két szőrösfülű. Eustache Deschamps és Oswald von Wolkenstein válogatott versei; ford. Győrei Zsolt, Jeney Zoltán; Balatonfüred Városért Közalapítvány–Tempevölgy, Balatonfüred, 2023